# Приказка без край
 Тази статия е за книгата.  За филма от 1984 г. вижте Приказка без край (филм).  
„Приказка без край“ (на немски: Die Unendliche Geschichte) е фантастичен роман от немския писател Михаел Енде, за първи път публикуван в Германия през 1979 г. По книгата са направени филмови и други адаптации. Романът е преведен на български от Николай Краев.

## Герои
- Бастиян Балтазар Букс: непривлекателно на външен вид момче с развито въображение, което страстно обича да чете. Открадва вълшебната книга „Приказка без край“ от книжарницата на господин Кореандер.
- Атрею: смело момче, сирак, от народа на Зеленокожите. Изпратен е да търси лекарство за Детската царица, която е болна. Става приятел на Бастиян и му помага да се върне в света на хората.
- Детската царица: владетелката на Фантазия, наричана още Златооката повелителка на желанията. Смъртно болна заради появата на Нищото. Бастиян я спасява, като ѝ дава ново име — Месечка.
- Нищото: тайнствена сила, която настъпва и разрушава Фантазия. Не може да се опише добре с думи; когато го гледаш, имаш чувството, че си сляп.
- Фухур: дракон на щастието; бял и красив, творение на небето и топлината на неукротимата радост, с прекрасен глас като камбана. Приятел и спътник на Атрею, с когото се срещат за първи път при Играмул.
- Гморк: върколак, който преследва Атрею, за да му попречи да спре Нищото.
- Прастарата Морла: гигантска древна и мъдра костенурка, която обяснява на Атрею, че Детската царица може да бъде излекувана, само ако някой ѝ даде ново име. Упътва го към Уйуала от Южния оракул, която вероятно знае кой може да направи това.
- Играмул: чудовище, което се състои от малки стоманеносиви насекоми и постоянно мени облика си. Наричат го още „Мнозината“. Отровата му убива за един час, но дава възможност на ухапания да се пренесе на всяко желано място от Фантазия. Играмул дава възможност на Атрею да стигне до Уйулала.
- Енгивук и Ургъл: семейство малки човечета, които живеят до Южния оракул. Излекуват Атрею и Фухур от отровата на Играмул. Енгивук, който е посветил живота си на изследване на Уйуала, дава съвети на Атрею как да стигне до нея.
- Уйулала: глас без тяло, говори и разбира единствено мерена реч. До нея се стига само след успешно преминаване на три вълшебни врати: Голямата врата на загадките, Вратата на вълшебното огледало и Вратата без ключ.
- Старецът от Странстващия хълм: записва всичко, което се случва във Фантазия. За да убеди Бастиян да се реши да дойде при нея, Детската царица поисква от Стареца да ѝ разкаже приказката без край.
- Граограман — Пъстрата смърт: гигантски лъв, който изпепелява всичко с погледа си. Сприятелява се с Бастиян, който е неуязвим, защото носи амулета на Детската царица.
- Иха: говорещо старо женско муле, което носи Бастиян в началото на пътешествията му из приказната страна и първо усеща, че той е спасителят на Фантазия.
- Хикрион, Хисбалд и Хидорн: рицари, придружаващи Бастиян по време на пътешествията му из Фантазия.
- Олелийците — вечно хленчещите: измислени от Бастиян същества. Изключително грозни и нещастни, но създаващи най-изящния сребърен филигран. Когато ги вижда за първи път, Бастиян ги съжалява и с помощта на амулета Златин ги превръща в галиматийци — вечно засмени, но за сметка на това лекомислени, шумни и разрушителни.
- Ксайде: користна амбициозна магьосница, която успява да скара Бастиян и Атрею и да тласне Бастиян към неразумни постъпки с трагични последствия.
- Ушту — майката на предчувствието: един от тримата велики мислители в Звездния манастир. Има глава на бухал.
- Ширкрие — бащата на съзерцанието: един от тримата велики мислители в Звездния манастир. Има глава на орел.
- Исипу — синът на разума: един от тримата велики мислители в Звездния манастир. Има глава на лисица.
- Искалнарите: изключително задружен народ от Фантазия. Не познават думата „аз“, използват само „ние“.
- Дамата Аиуола: жена, съставена от плодове, която за известно време дарява Бастиян с майчински грижи и нежност към края на неговото странство из Фантазия.
- Йор: сляп миньор в рудника „Минроуд“ — мина с картини, които представляват забравени сънища от човешкия свят. Бастиян трябва да открие някоя позната сред тях, за да може да се върне в своя свят.
- Карл Конрад Кореандер: собственик на книжарницата, откъдето Бастиян взема книгата „Приказка без край“.
- Бащата на Бастиян: вдовец, отчужден от сина си. По професия е зъботехник.
- Илуан: синият арабски дух.

## Интересни факти
- В основната сюжетна линия (особено във втората част на романа) се преплитат множество други истории, които авторът оставя с отворен край с фразата „Но това е друга приказка и ще бъде разказана друг път“. Това е и последното изречение в книгата на Михаел Енде.
- Историята за мулето Иха, което носи Бастиян — Спасителя на Фантазия, е вдъхновена от библейската история за Спасителя Христос, който влиза в Йерусалим на гърба на муле.
- В XVIII глава авторът споменава „странник, посетил Фантазия твърде отдавна“ на име Шек Спир — двете срички образуват фамилията на известния английски драматург Шекспир.
- Сред описанията на картините от рудника „Минроуд“ писателят Енде е вмъкнал скрити препратки към картини на художници сюрреалисти, като Салвадор Дали, Рене Магрит, баща си Едгар Енде, а също и към повестта „Нос“ на Гогол.
- Златин пресъздава символа уроборос.
- В оригиналната книга на немски и в някои чуждоезични издания (но не и в българското) е използван цветен печат: червено — за събитията от човешкия свят; зелено — за събитията от Фантазия; синьо — в края, когато границата между световете вече не е ясно определена.
- Всяка от двайсет и шестте глави на романа започва с поредната буква от немската азбука, като изключение прави въведението, което започва с огледален образ на надписа върху витрината на антикварната книжарница на Карл Конрад Кореандер [1]. Макар че в българския превод на книгата до голяма степен е спазена тази закономерност, все пак в българската азбука има 30 букви, затова четири от тях са пропуснати (Й, Щ, Ъ, Ь). В изданието на издателство "Отечество" от 1990 г. има още три несъответствия (вж. таблицата по-долу и бележките към IX, XIX и XXIII глава), но те са отстранени в по-късните издания. В таблицата по-долу са представени отделните глави на романа, заедно с поредния номер, началната буква в българския превод и началната буква в оригинала (в скоби).

| Въведение |                                    |   |     |  |       |                                   |   |     |
| I         | Фантазия в беда                    | А | (A) |  | XIV   | Гоаб, пустинята на цветовете      | О | (N) |
| II        | Изборът на Атрею                   | Б | (B) |  | XV    | Граограман, Пъстрата смърт        | П | (O) |
| III       | Прастарата Морла                   | В | (C) |  | XVI   | Сребърният град Амарга            | Р | (P) |
| IV        | Играмул – Мнозината                | Г | (D) |  | XVII  | Един дракон за юнака Хинрек       | С | (Q) |
| V         | Двамата заселници                  | Д | (E) |  | XVIII | Олелийците                        | Т | (R) |
| VI        | Трите вълшебни врати               | Е | (F) |  | XIX   | Спътниците                        | У | (S) |
| VII       | Гласът на тишината                 | Ж | (G) |  | XX    | Виждащата ръка                    | Ф | (T) |
| VIII      | Страната от кол и въже             | З | (H) |  | XXI   | Звездният манастир                | Х | (U) |
| IX        | Призрачният град                   | И | (I) |  | XXII  | Битката за кулата от слонова кост | Ц | (V) |
| X         | Полетът към кулата от слонова кост | К | (J) |  | XXIII | Градът на бившите царе            | Ч | (W) |
| XI        | Детската царица                    | Л | (K) |  | XXIV  | Дамата Аиуола                     | Ш | (X) |
| XII       | Стареца от странстващия хълм       | М | (L) |  | XXV   | Мината с картините                | Ю | (Y) |
| XIII      | Перелин, нощната гора              | Н | (M) |  | XXVI  | Водата на живота                  | Я | (Z) |

## Адаптации
- Първата и най-близка до оригинала адаптация — филмът Приказка без край на режисьора Волфганг Петерсен от 1984 г., покрива само половината от историята в книгата на Михаел Енде. Писателят смята, че филмовата адаптация драстично се различава от оригинала и поисква да се спре продукцията или да се промени заглавието. Това не става и той повежда съдебно дело, което губи. [5]. Успява да се споразумее името му да не присъства в началните надписи, но то се появява във финалните.
- Приказка без край II: Следващият епизод с режисьор Джордж Т. Милър излиза през 1990 г. Използвани са доста елементи от втората част на книгата на Енде, но историята е като цяло различна.
- Приказка без край III на режисьора Питър Макдоналд излиза през 1994 г. Използвани са герои на Енде, но историята е съвсем различна. Зрителите го смятат за най-слабия филм от поредицата.
- „Приказка без край“ е адаптирана и за малкия екран. Телевизионният сериал Истории от „Приказка без край“ пресъздава цялата история в 13 епизода. Анимационният сериал Приказка без край от 1996 г. разказва за приключенията на Бастиян във Фантазия, като силно се различава от оригинала, макар епизодично да използва елементи оттам.
- Приказка без край е също така адаптирана за театралната сцена, за балет и за опера. Музиката за балета и операта е композирана от Зигфрид Матус.
- През 2001 г. германското студио Attaction разработва адаптация за видеоигра — Auryn Quest.[6]